# Holderbachtal, Dürholderbachtal
Das Naturschutzgebiet Holderbachtal, Dürholderbachtal liegt im Gebiet der Stadt Monschau, östlich von Rohren.

## Beschreibung

### Holderbachtal, Dürholderbachtal (Teilbereich Holderbachtal östlich von Rohren)
Das Gebiet umfasst den Holderbach mit einigen Nebentälern. Im Talgrund wechseln sich Fichtenforste mit Fichte Buchenmischwald ab. Weiter Bachabwärts ist brachgefallenes Grünland mit lichten Moorbirken und Grauweidenbeständen. Naturferne Fischteichanlagen beeinträchtigen den Bereich. Das Nassgrünland beherrscht Pfeifengras und Braunseggen. Das Bachbett ist geröllführend mit Schnellen und Kolken. Die gute Wasserqualität wird durch viele Insektenlarven und Planarien bescheinigt. Im Unterlauf treten stellenweise auch Rohrglanzgrasröhricht und Pestwurzflure auf. Oft wird der Bach von Erlenufergehölz begleitet. Auch Im Unterlauf sind naturferne Fischteiche zu finden. An den Unterhängen sind noch ausgedehnte, artenreiche, meist beweidete Magergrünlandflächen zu finden. Hier kommen auch Bärwurz, Heilziest und Arnika (im Mittellauf) vor.

### Holderbachtal, Dürholderbachtal (Teilbereich Dürholderbach)
Das tief eingeschnittene Tal des  Dürholderbach beginnt mit einer Quellmulde. Hier ist ein Erlensumpfwald auf einem sehr nassen Standort. Einige Stellen sind torfmoosreich  mit Schnabelseggenrieder und Spitzblütigen Binse. Das artenreiche Gebiet entwässert in einen kleinen Löschwasserteich, der eine Verlandungszone mit einem individuenreichen Vorkommen von Fieberklee besitzt. Bis zu einem kleinen von Westen zufließenden Bach ist die Aue mit Fichten bestockt. An dem Sief haben sich Reste von brachgefallenem Feucht- und Magergrünland, einer Bärwurzwiese, erhalten, die als schmaler werdendes Band bis zum Quellbereich des Siefen reichen.

## Schutzzweck
Geschützt werden sollen die Lebensräume für vieler nach der Roten Liste gefährdeten Pflanzen, Pilze und Tiere in NRW.
Die Ziele sind die Erhaltung und die Entwicklung folgender natürlicher Lebensräume gemäß Anhang I der FFH-Richtlinie:
- Fließgewässer mit Unterwasservegetation
- Trockene Heidegebiete
- Feuchte Hochstaudenfluren
- Hainsimsen-Buchenwald
- Moorwälder

Das Gebiet hat eine besondere Bedeutung für folgende Pflanzen und Tiere:
- Eisvogel
- Schwarzspecht
- Grauspecht
- Tannenhäher
- Beinbrech
- Groppe

Diese zu schützenden Biotoptypen sind in diesem Gebiet anzutreffen: Nass- und Feuchtgrünland, natürliche und naturnahe Gewässer, naturnahe und unverbaute Bachabschnitte,  Magerwiesen und Weiden, Moore, Sümpfe, Bruch- und Sumpfwälder, Sümpfe und Riede, Röhrichte, Quellbereiche, natürliche Felsbildungen, Borstgrasrasen und Auwälder.